# Oecobius piaxtla
Espèce
Oecobius piaxtla est une espèce d'araignées aranéomorphes de la famille des Oecobiidae.

## Distribution
Cette espèce est endémique du Sinaloa au Mexique,.

## Description
La femelle holotype mesure 2,82 mm et le mâle paratype 2,00 mm.

## Étymologie
Son nom d'espèce lui a été donné en référence au lieu de sa découverte, Piaxtla.

## Publication originale
- Shear, 1970 : The spider family Oecobiidae in North America, Mexico, and the West Indies. Bulletin of the Museum of Comparative Zoology, vol. 140, no 4, p. 129-164 (texte intégral).